# ケータイ発ドラマ 激・恋…運命のラブストーリー…
『ケータイ発ドラマ 激♥恋…運命のラブストーリー…』（ケータイはつドラマ げきこい うんめいのラブストーリー）は、NHK総合テレビで2010年4月9日から5月28日まで放送された、みなづき未来のケータイ小説『激♥恋』を原作とした連続テレビドラマである。放送時間は毎週金曜（木曜深夜）0:15 - 0:45 (24:15 - 24:45、JST) で、全8回放送された。
NHKでは連続ドラマでは近年解説放送を採用しているが、この番組では解説放送がない。

## あらすじ
父親の浮気が原因で男性不信になった女子高生・海優（みゆ）は、軽いと噂のサッカー部の先輩・湊になぜか目をつけられ、強引にサッカー部のマネージャーにさせられてしまう。湊のペースに乗せられて付き合ううちに、次第に彼に惹かれていく海優。湊のことを本当に好きなのだと気付いた頃、二人の間の意外な真実が浮かび上がる。

## キャスト
- 立花海優 - 荒井萌
- 広瀬湊 - 渡部秀
- 滝沢雄大 - 蕨野友也
- 久永夏帆 - 広瀬アリス
- 立花大祐 - 風間トオル
- 立花晴美 - 洞口依子
- 本橋美波 - 増山加弥乃
- 森山杏奈 - 恒吉梨絵
- 広瀬航 - 冨田佳輔
- 広瀬貴史 - 飯田基祐
- 広瀬マキ子 - とよた真帆
- 校医 - 吉田羊

## スタッフ
- 原作 - みなづき未来
- 脚本 - 横田理恵
- 音楽 - 内池秀和
- 主題歌 - JURIAN BEAT CRISIS 「BRIGHTEST WAY」(avex trax)
- 挿入歌 - Tiara 「好きでいさせて」
- 演出 - 一色隆司
- 制作統括 - 岡本幸江、加賀田透
- 技術協力 - NHKメディアテクノロジー
- 美術協力 - NHKアート
- 制作・著作 - NHK、NHKエンタープライズ

## サブタイトル
| #                                                         | 放送日        | サブタイトル     | 視聴率 |
| --------------------------------------------------------- | ------------- | ---------------- | ------ |
| 第1回                                                     | 2010年4月9日  | 運命の出会い     | 0.9%   |
| 第2回                                                     | 2010年4月16日 | 危険な誘惑       | 1.4%   |
| 第3回                                                     | 2010年4月23日 | 走り出した思い   | 1.4%   |
| 第4回                                                     | 2010年4月30日 | 砕けた心         | 1.8%   |
| 第5回                                                     | 2010年5月7日  | 本当の気持ち     | 2.4%   |
| 第6回                                                     | 2010年5月14日 | 届かぬ思い       | 1.4%   |
| 第7回                                                     | 2010年5月21日 | 命のいたずら     | 1.4%   |
| 第8回                                                     | 2010年5月28日 | この空の向こうに | 1.8%   |
| 平均視聴率 1.6%（視聴率は関東地区・ビデオリサーチ社調べ） |               |                  |        |

## 備考
ドラマ本編は20分で、残りの10分は視聴者からのドラマの感想メールを生放送で紹介する『わたしたちの激・恋』が放送された。こちらのコーナーでは神田愛花、柏木由紀（AKB48）、有末麻祐子、松井絵里奈が進行役を務めた。また、ドラマ出演者の渡部秀や蕨野友也、挿入歌を担当したTiaraがゲスト出演することもあった（荒井萌と広瀬アリスはVTRで出演した）。

## 再放送
2010年8月2日 - 8月5日まで17:20 - 18:00の時間帯で放送（1日2話形式だが、『わたしたちの激・恋』の再放送はなし）。

## 関連番組
- 金魚倶楽部（ケータイ発ドラマシリーズ第2弾、2011年）